# Longa Marcha 5

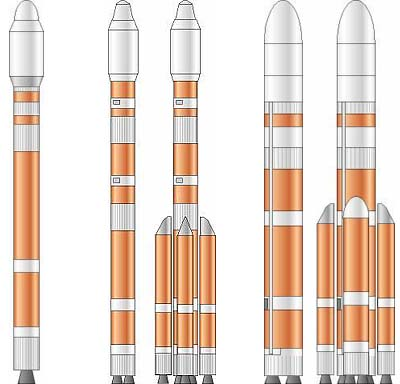
A família de foguetes Longa Marcha 5: CZ-200, CZ-300, CZ-340, CZ-500 núcleo (sem flyable e boosters) e CZ-522

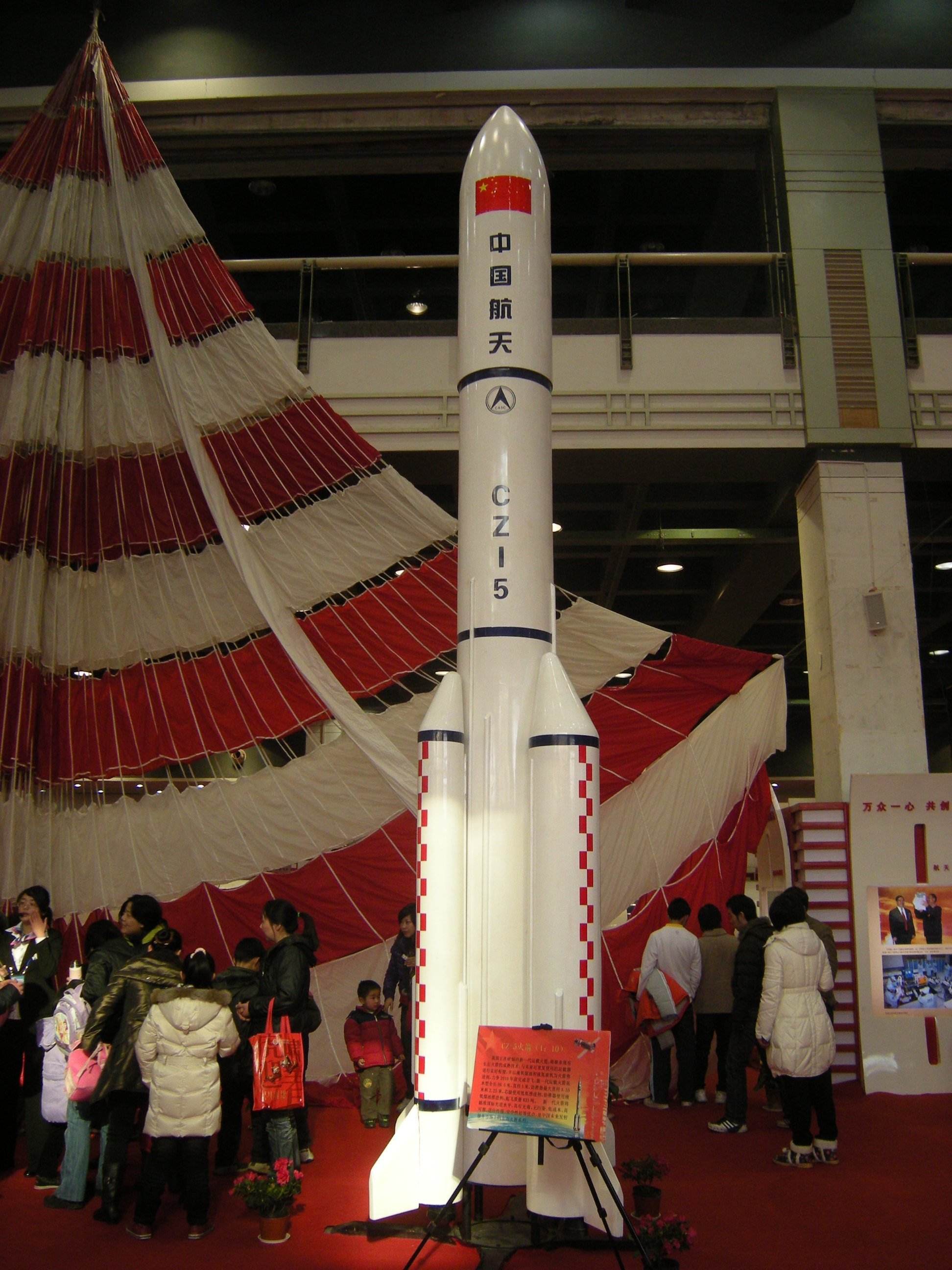
Um modelo de Longa Marcha 5

Longa Marcha 5 (LM-5, CZ-5, ou Changzheng 5) é um veículo de lançamento pesado chinês que foi desenvolvimento pela Academia Chinesa de Tecnologia de Veículos de Lançamento. Atualmente, duas configurações do veículo CZ-5 estão previstas para missões diferentes, com uma capacidade máxima de carga útil de 25.000 kg em órbita terrestre baixa. e 14.000 kg em órbita de transferência geoestacionária.
O Longa Marcha 5 é planejado para corresponder às capacidades do tamanho das dos veículos estadunidenses EELV, como o Delta IV Heavy.
O lançamento inaugural do veículo ocorreu em 3 de novembro de 2016 às 12:43 UTC, a partir do Centro de Lançamento Espacial de Wenchang. O lançamento foi bem sucedido.

## Longa Marcha 5B Y2
No dia 29 de abril, foi lançado ao espaço o foguete Longa Marcha-5B Y2 que levou a bordo o módulo central para a construção de uma futura estação espacial chinesa, Tiangong 3. No entanto, pouco tempo após seu lançamento o estágio central do foguete teve dificuldades e entrou em Órbita terrestre baixa. Antes da reentrada do foguete havia temor que os Detritos pudessem cair em uma área habitada, porém a maioria dos componentes do Longa Marcha 5B Y2 se desintegrou ao entrar na atmosfera da Terra no sábado, dia 8 de maio de 2021, as 22:24 no horário de Brasília. E eles caíram no Oceano Índico, ao norte do arquipélago das Maldivas. 